# Chiesa di Sant'Antonio (Salsomaggiore Terme)
La chiesa di Sant'Antonio è un luogo di culto cattolico dalle forme neoromaniche, situato in viale Giacomo Matteotti a Salsomaggiore Terme, in provincia di Parma e diocesi di Fidenza; è sede di una parrocchia compresa nel vicariato di Salsomaggiore Terme.

## Storia
In seguito all'espansione dell'abitato di Salsomaggiore, nel 1912 il vescovo di Fidenza Leonida Mapelli decise di far edificare una nuova chiesa nel quartiere a nord-est del centro, dipendente dalla piccola e lontana chiesa di Santa Maria Ausiliatrice di Bargone; la popolazione della zona espresse il desiderio che la gestione del luogo di culto venisse affidata ai cappuccini. Nel 1914 furono avviati i lavori di costruzione del tempio e dell'adiacente convento, su progetto dell'ingegner Giulio Bussandri; la chiesa fu arredata con l'altare maggiore, un altare e vari dipinti provenienti dalla sconsacrata chiesa di Santa Maria della Neve di San Secondo Parmense; l'edificio fu completato nel 1915 e consacrato solennemente il 10 giugno di quell'anno dal vescovo di Pontremoli Angelo Antonio Fiorini.
Nel 1919 il vescovo di Fidenza Giuseppe Fabbrucci, dopo aver ottenuto il parere favorevole della Congregazione per il clero, affidò ai frati la struttura, che fu eretta a parrocchia il 2 dicembre dello stesso anno.
Nel 1921 fu aggiunto il protiro al centro della facciata, mentre il campanile fu terminato l'anno seguente.
Nel 1931 la navata fu ornata sulle pareti e sulla volta con stucchi e dipinti, mentre le cappelle laterali furono completate con gli altari e le decorazioni nel 1939.
Il 6 settembre del 1975, a causa di un incendio sviluppatosi nella chiesa, una tela dipinta da Frà Semplice da Verona fu irrimediabilmente distrutta, mentre gli interni furono anneriti dal fumo.
Nel settembre del 1999 i cappuccini si allontanarono da Salsomaggiore e il 2 dicembre la parrocchia fu affidata al clero diocesano.
Nel 2001 fu aggiunto il fonte battesimale in marmo rosso di Verona.
Nei primi anni del XXI secolo fu avviata una serie di lavori di risistemazione e restauro, che riguardarono tra il 2003 e il 2004 le coperture del tempio, nel 2005 il sagrato e le vetrate del presbiterio e della facciata, tra il 2006 e il 2007 gli affreschi della navata e delle cappelle e infine tra il 2008 e il 2014 i dipinti a olio. Nel 2013 fu inoltre consolidata strutturalmente la canonica adiacente al tempio, mentre nel 2014 fu ristrutturata la parte sommitale del campanile.

## Descrizione

### Chiesa

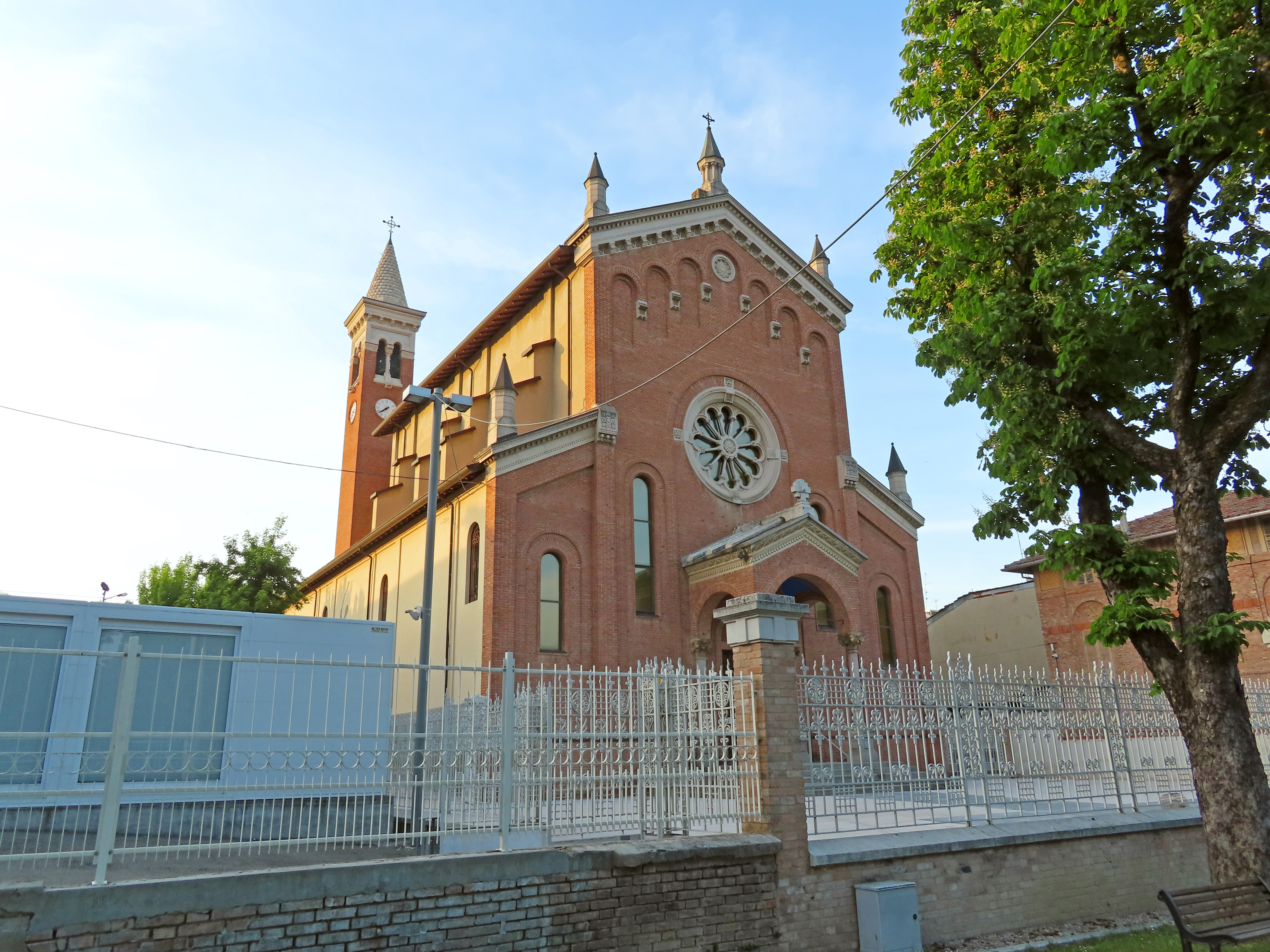
Facciata e lato sud-ovest

La chiesa si sviluppa su un impianto a navata unica affiancata da due cappelle su ogni lato.
La simmetrica facciata a salienti, rivestita in laterizio, è suddivisa in tre parti da due alte lesene; il portale d'ingresso centrale ad arco a tutto sesto, raggiungibile attraverso una piccola scalinata, è preceduto dal protiro a cuspide elevato su due colonne e due paraste in pietra, coronate da capitelli compositi; ai lati si aprono due sottili monofore ad arco, mentre nel mezzo si staglia sul portico un grande rosone riccamente decorato; in sommità si sviluppa un motivo ad archi pensili con peducci in pietra, mentre a coronamento corre il cornicione con modiglioni in rilievo, sormontato al centro e alle estremità da alti pinnacoli; in corrispondenza delle cappelle laterali si aprono altre due monofore ad arco.
Al termine del fianco sinistro si eleva l'esile campanile in mattoni, con cella campanaria affacciata sui quattro lati attraverso ampie bifore; a coronamento si innalza una guglia a pianta circolare.
All'interno la navata è coperta da una volta a botte, ornata con decorazioni realizzate da Pietro Maestri nel 1931 e con sei ampi affreschi coevi rappresentanti gli episodi della vita di sant'Antonio da Padova, dipinti in stile neogotico dal pittore Severino Bellotti; sulle pareti si eleva una serie di paraste, coronate da capitelli ionici a sostegno del cornicione perimetrale; le arcate a tutto sesto delle cappelle laterali, dedicate alla beata Vergine di Lourdes e a san Francesco sulla destra e a san Giuseppe e al sacro Cuore sulla sinistra, sono affiancate superiormente da coppie di medaglioni contenenti le raffigurazioni di santi, anch'esse opera del Bellotti.
Il presbiterio, lievemente sopraelevato, è preceduto dall'arco trionfale a tutto sesto, delimitato da due paraste con capitelli ionici; sui fianchi si aprono simmetricamente tre arcate sormontate da pentafore rette da esili colonnine.
La chiesa ospita inoltre vari dipinti risalenti al XVIII secolo, oltre ad arredi sacri di pregio.

### Convento
Il convento, dal 1999 adibito a canonica, si allunga sul retro della chiesa a fianco della strada laterale.
Le semplici facciate intonacate sono scandite da due ordini di finestre rettangolari, da cui si affacciano i numerosi ambienti interni e, a ovest, i lunghi corridoi, collegati da una scala che si eleva a metà del loro sviluppo.